# Mokos Gyula
Mokos Gyula (Kolozsnéma, 1857. május 26. – Budapest, 1931. október 1.) egyháztörténész, országos nőképzőintézeti tanár.

## Élete
Mokos János tanító és Bajcsy Jusztina fia. A gimnáziumot 1867-től 1875-ig Pozsonyban, a teológiai tanfolyamot Budapesten 1875-79-ben végezte. Ekkor külföldre ment és a német egyetemeken tanult (Jenában 1880-ban a nyári félévben); innét 1880-ban Kunszentmiklósra hívták gymnasiumi tanárnak. 1883-ban a pápai tanítóképzőintézet igazgatója lett, amikor pedig ezen intézet 1890-ben megszünt, Budapestre ment, majd az országos nőképzőegyesület leánygimnáziumának tanára volt.
Cikkei a Protestáns Egyházi és Iskolai Lapban (1880., 1883. A dunamelléki egyházkerület iskolái 1877-1882., 1891. A veszprémi püspökök és egyházak 1614-ben); a pápai ev. ref. főiskola Értesítőjében (1895. A testi nevelésről); a Prot. Szemlében (1891. A dunántúli ág. ev. egyház megalakulása és 1598. törvénykönyve);. az Irodalomtörténeti Közleményekben (1892. Kocsi Csergő Bálint levele gályarabságából 1675. jún. 6., Adalékok Kocsi Csergő Bálint életéhez, 1893. Ujabb adalékok R. Cs. B. életéhez) sat.

## Művei
- Az iskola. Egy fejezet az egészségtanból. Pápa, 1885.
- Az iskolai padok. Egy fejezet az iskolai egészségtanból. Pápa, 1886.
- A dunántúli ev. ref. egyházkerület pápai főiskolájában működött publicus praeceptorok. Pápa, 1889.
- Magyarországi tanulók a jenai egyetemen. Bpest, 1890. (Ábel Jenővel együtt Ism. Egyet. Philol. Közlöny).
- Adalékok a dunamelléki ref. püspökök életéhez. I. füzet. Pápa, 1892.
- A dunántúli ág. hitv. ev. egyház 1598-ki törvénykönyve. Pápa, 1892. (Ism. Prot. Egyh. és Isk. Lap).
- A herczegszöllősi kánonok. Más egyházi kánonokkal egybevetve. Bpest, 1901. Online